# 庆云街道
庆云街道，中华人民共和国湖南省株洲市芦淞区下属的一个街道。

## 建制沿革
- 2005年，芦淞区区划调整，设置庆云街道。

## 行政区划
庆云街道下辖5个社区、1个村委会：
- 南湖街社区、庆云山社区、王塔冲社区、大冲口社区、鸟树下社区
- 谭家塅村